# Alessandro Riberi

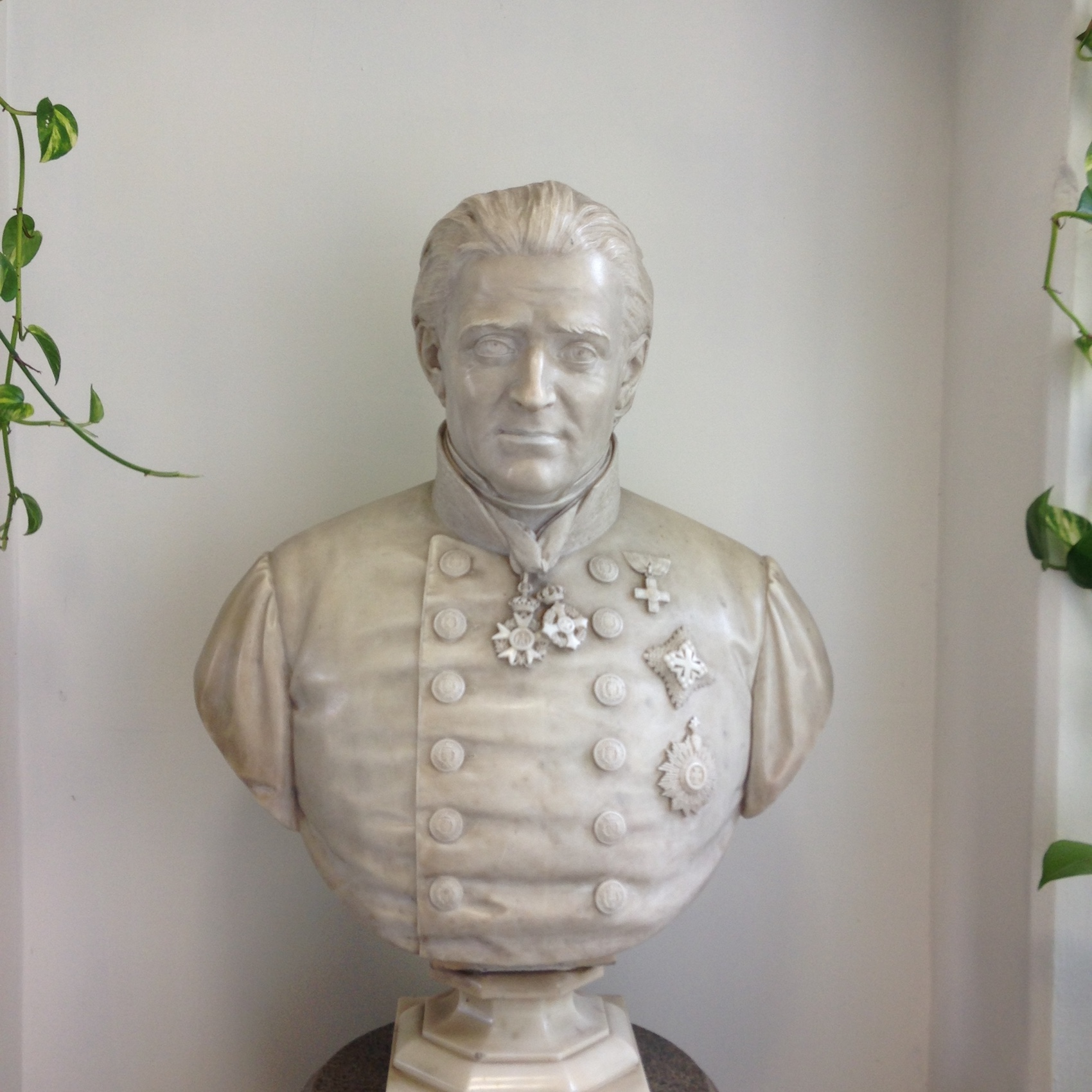
Büste Riberis im Innenhof des Militärhospitals Turin, Corso Quattro Novembre, 66

Alessandro Riberi (* 24. April 1794 in Stroppo, Frazione Bassura; † 18. November 1861 in Cuneo) war ein italienischer Chirurg und Politiker. Er war vom 10. Juli 1849 bis zu seinem Tod Senator des Königreichs Sardinien. Zudem saß er in der Camera dei deputati del Regno di Sardegna. Er war Dozent für Medizin an der Universität Turin sowie Chirurg und setzte die Vereinigung der beiden Bereiche nach französischem Vorbild durch. Zugleich gab er eine Zeitschrift heraus.

## Leben und Werk
Alessandro Riberi wurde 1794 in Bassura, einer Frazione von Stroppo im oberen Mairatal als zweiter Sohn geboren. Seine Eltern waren Francesco Antonio, Landvermesser und Händler, und Elisabetta Giordana. Seine Mutter starb bereits, als Alessandro fünf Jahre alt war. Zugleich starben seine Brüder Pietro Agostino, Martino und Pietro Secondo. Alessandro kam in die Obhut der Mutter seines Vaters, Anna Abello, der Ehefrau des Notars Petrino. Seinen ersten Religions- und Moralunterricht erhielt Alessandro von einem gleichnamigen Priester und Onkel. Doch schon bald sollte er zusammen mit seinem älteren Bruder Pietro nach Saluzzo zu theologischen Studien gehen. 
1810 bis 1815 studierte er jedoch Chirurgie an der Universität Turin, 1817, zwei Jahre nach Abschluss seines Studiums in Turin, schloss er auch sein Studium der Medizin an der Universität Genua ab. Bereits 1813 hatte er auf Intervention des Dozenten Giovanni Maria Scavini eine Stelle an der Clinica Operativa dell'Ospedale di S. Giovanni erhalten, wo er 1820 unter Lorenzo Geri Assistent wurde. Zwei Jahre später wurde er zum Assistenzchirurgen und Incisore anatomico in diesem Hause. 1825 wurde er Stellvertretender Professor an der Universität, im folgenden Jahr Professore di Chirurgia operativa e di Ostetricia, er war also nicht nur für Chirurgie, sondern auch für Geburtshilfe zuständig. Er gründete das Laboratorio di Anatomia e Chirurgia, das bis heute besteht und seinen Namen trägt.
1821 kam es in Savoyen zu politischen Unruhen, die sich auch an der Universität auswirkten. In deren Verlauf ermöglichte Riberi einigen Protagonisten die Flucht nach Frankreich durch die Täler der Stura, Maira und Varaita. Zwar brachte ihm dies Misstrauen an der Universität ein, doch beendete dies seine Karriere keineswegs. Im Gegenteil ernannte ihn König Carlo Felice am 11. März 1825 zum Chirurgo Maggiore della 4ª Compagnia delle Guardie del Corpo del Re. Der Legende nach soll Innenminister Gaspard-Jerôme Roget de Cholex zu seinen Gunsten eingegriffen haben, dessen Sohn Riberi nach einem Sturz vom Pferd behandelt hatte. 

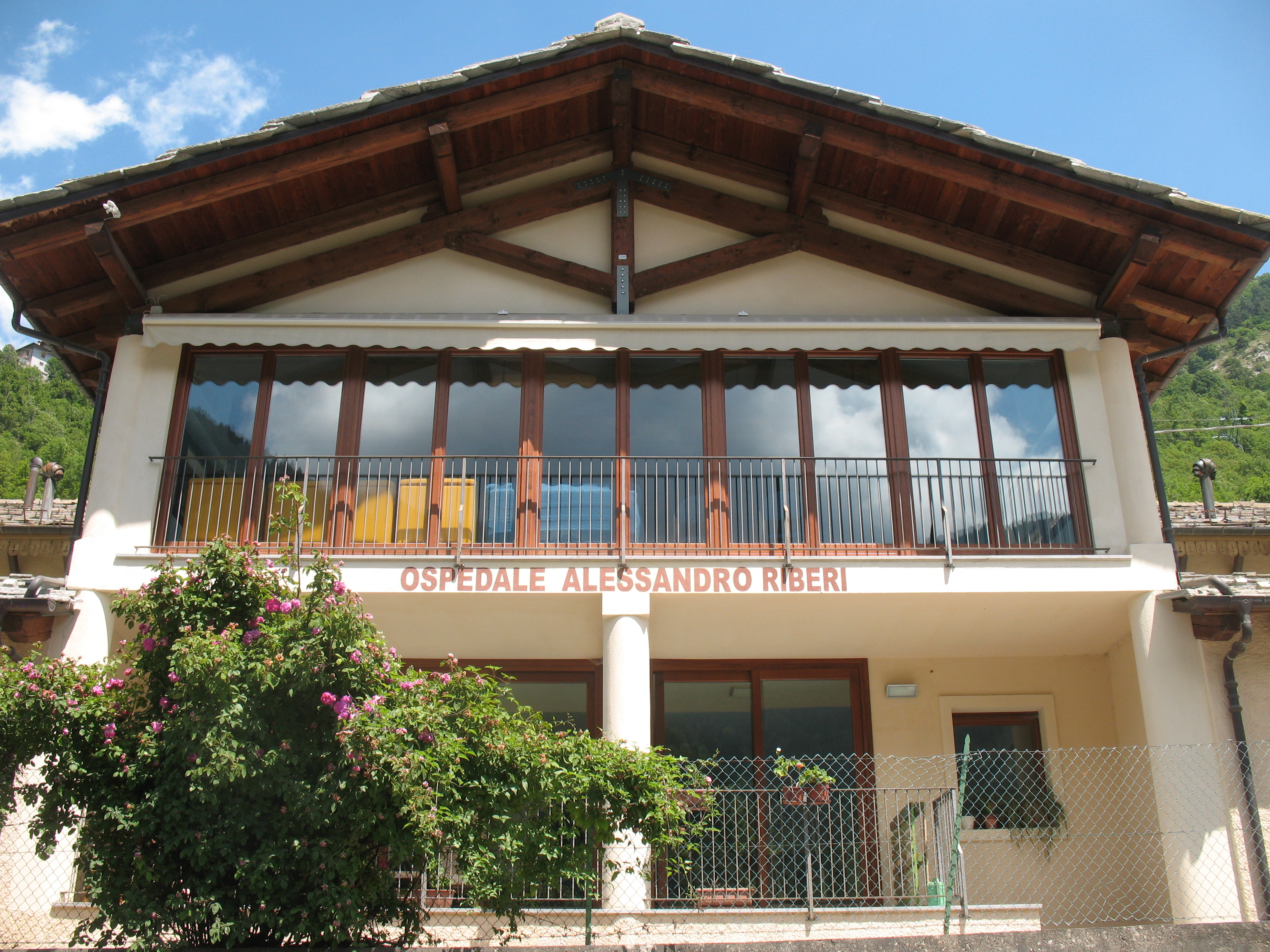
Fassade des Krankenhauses in Bassura (Ospedale Alessandro Riberi)

Nachdem 1831 Carlo Alberto König geworden war, ernannte er Riberi zum Chirurgo della Casa Reale e della Sua Persona, also zu seinem Leibchirurgen und zum Chirurgen des Königshauses, und ab dem 20. Juni 1842 war er für die königliche Familie zuständig. Am 16. Juli 1843 wurde er zum Präsidenten des Consiglio Superiore Militare di Sanità ernannt. Er setzte durch, dass jeder Militärarzt beide Fächer, Medizin und Chirurgie, studiert haben musste, wie es unter den Franzosen bis 1814/15 gleichfalls üblich gewesen war. Darüber hinaus gründete er das Giornale di medicina militare, das bis heute existiert. 
1845 wurde er zum Präsidenten der Società medico-chirurgica di Torino, die er ab dem 24. Februar 1846 in die Torineser Accademia di Medicina umwandelte. Dies geschah nach dem Vorbild – allerdings mit dem ausschließlich medizinischen Schwerpunkt – der Accademia delle Scienze, deren Socio residente er seit dem 23. Januar 1842 war. 

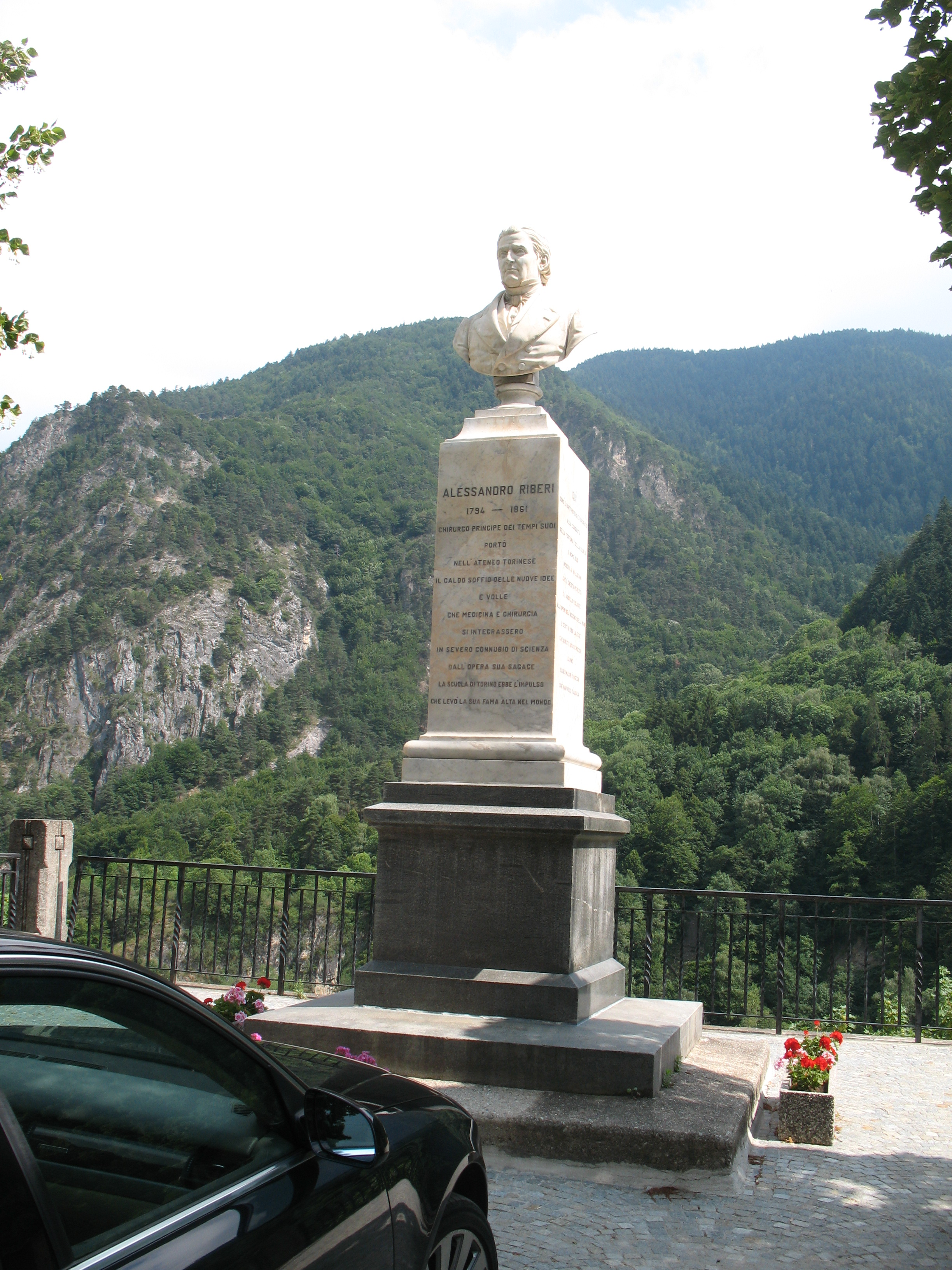
Denkmal in Bassura, ein halbes Jahrhundert nach Riberis Tod errichtet

Riberi setzte in allen Krankenhäusern die Anwendung der Anästhesie und zur Schmerzlinderung die der Akupunktur durch.
1848 wurde er in Dronero im Mairatal Abgeordneter, am 10. Juli 1849 wurde er Senator. 1848 war er Berater des Königs, dann wurde er Sondermitglied, schließlich ordentliches Mitglied ab 1856 (bis 1861) des Consiglio Superiore della Pubblica Istruzione, dessen Vizepräsident er schließlich wurde. Riberi wurde Mitglied zahlreicher weiterer Gesellschaften, wie des Consiglio superiore di sanità, des Consiglio direttivo delle cliniche universitarie im Ospedale Maggiore di S. Giovanni Battista, der Amministrazione dell'Opera di maternità und des Ospizio generale di carità von Turin. Außerdem war er korrespondierendes Mitglied der französischen Académie nationale de médecine, der Kaiserlichen Medizin-chirurgischen Gesellschaft von Petersburg, der Accademia Fisico-Medico-Statistica di Milano, der Académie de Marseille, der Medizingesellschaften von Barcelona und Lissabon, darüber hinaus Berater des Magistrato del protomedicato. Zudem saß er der Fakultät für Medizin und Chirurgie der Universität Turin vor.
Am 21. Februar wurde er Mitglied einer Kommission, die sich mit den Gesetzen zur öffentlichen Hygiene und den Heilberufen befasste. In Venedig saß er in der Deputazione per l’inaugurazione del monumento Manin, eine Deputation, die ein Denkmal errichten lassen sollte, das bis heute an den Revolutionär und Patrioten Daniele Manin erinnert. Im Juni 1861 gelang es ihm nicht, Camillo Benso di Cavour zu heilen, ähnlich wie ihm die Heilung der Mutter der Königin, Maria Teresa, nicht gelungen war. Dennoch verlor er nie das Vertrauen des Königshauses.
Auf eigene Kosten betrieb er ein Museum für Pathologie im Ospedale di San Giovanni, wo er selbst 35 Jahre lang als Chirurg arbeitete. Auf eigene Kosten schrieb er Stipendien aus. In seinem Testament hinterließ er seinem Neffen Antonio, einem Sohn seines Bruders Martino, eine Million Lire und stiftete eine Reihe von Donationen.
Beigesetzt wurde Riberi auf dem Cimitero monumentale di Torino. Am 1. Oktober 1911 wurde sein Denkmal in Bassura errichtet.

## Werke
- Sulla cancrena contagiosa o nosocomiale con alcuni cenni sopra una risipola contagiosa, Turin 1820.